# Skadi (luna)
Skadi je retrogradni naravni satelit Saturna iz Nordijske skupine.

## Odkritje in imenovanje
Luno Skadi sta odkrila  Brett Gladman in Kavelaars s sodelavci v letu 2000. Najprej je dobila začasno ime S/2000 S 8 . Uradno ime je dobila leta 2003 po velikanki Skaði iz nordijske mitologije . Kljub originalnemu imenu Skaði je «Delovna skupina za nomenklaturo planetarnega sistema» pri Mednarodni astronomski zvezi (IAU) predlagala ima Skadi.
Verjetno je luna Skadi nastala ob trku nebesnega telesa z luno Febo.